# Берестье (посёлок)
Бере́стье (бел. Бярэсце) — посёлок в Брестском районе Брестской области Беларуси. Входит в состав Знаменского сельсовета. Расположен в 40 км от Бреста. Посёлок находится на берегу озера Рогознянское.
В массиве сосново-лиственного леса на берегу озера размещается коммунальное санаторно-курортное унитарное предприятие «Брестагроздравница» (санаторий «Берестье»), рассчитанное на 430 мест. Санаторий основан в 1976 году.
Неподалёку, к юго-западу от посёлка и озера, на берегу озера Белое, в посёлке Белое Озеро расположены туристско-оздоровительный комплекс и база отдыха «Белое озеро».
На территории базы отдыха имеется мемориальный камень-памятник «в годы Великой Отечественной войны здесь базировалась партизанская бригада им. К. Е. Ворошилова».

## Население
На 1 января 2018 года насчитывался 161 житель в 63 домохозяйствах, из них 22 младше трудоспособного возраста, 91 — в трудоспособном возрасте и 48 — старше трудоспособного возраста. Имеется магазин.